# Mole (náutica)
Mole é em náutica o termo empregue para definir que o barco tem tendência a arribar, ou seja, a afastar-se da linha do vento.
Diz-se que estamos em presença de  um barco mole. Isto quer dizer que não tem tendência para orçar por si e que tende, por si mesmo, a perder o fluxo de ar nas velas, e por isso a perder andamento   . 
O contrário do barco mole é um barco ardente.
A regulação para tornar um barco mole ou ardente  é feita regulando o caimento da vela grande.